# 立志社の獄
立志社の獄（りっししゃのごく）とは、1877年の西南戦争に乗じて立志社の林有造や大江卓が元老院議官・陸奥宗光らと共謀して高知県で挙兵を企てたとされ処罰された事件。

## 概要
挙兵の後は大阪鎮台を攻める計画だったが、3000挺の銃器を購入するための資金調達に手間取る間に、西郷軍が敗退、計画そのものも露見する事態となり、明治10年(1877年)8月に事件が発覚して林をはじめとする首謀者や片岡健吉ら高知在住の幹部が逮捕され、翌年8月に大審院において有罪判決が下った。
この事件については立志社の指導者である板垣退助・後藤象二郎らは無関係で片岡も林ら過激な首謀者の巻き添えとなった。林や大江は板垣が決起すると考えていたが、板垣は「もはや武装決起して政府を変える時代では無い」と言う考えを貫いた。のちに若き頭山満が来高し、板垣に武装決起を促した時も同様に答えて、逆に言論を以って世の中を変えるべきことを諭した。頭山満はそれがきっかけとなり、一度、帰郷ののち再び来高して自由民権の思想を学んだ。
しかし、一部過激派の暴走を止めることが出来ず、参加者も現れた。明治政府は板垣・後藤らにまで責任を追及すれば、逆に自由民権派を刺激し「第2の西南戦争」になる事を危惧したため、両者に対する責任追及を避けて事態の収拾を図った。

## 補註
1. ↑  谷是、『高知県謎解き散歩』、株式会社新往来社、2012年5月11日発行、P103。
2. ↑  『自由党史』板垣退助監修、五車楼
3. ↑  「頭山満先生が福岡郊外の平尾で開墾をしておられたところへ、後年大隈重信に爆弾を投じることになる来島恒喜が「大久保利通が東京紀尾井坂で刺客にやられた（紀尾井坂の変）」という報告を持ってきた。頭山先生は「それじゃ板垣が立つ(武装決起)であろうから、自分はすぐ土佐に行く」と言い残して、そのまま土佐に向かわれた。ところが板垣退助には挙兵の考えはなく「もはやその時にあらず」と語る。何故かと食い下がる頭山に「徳川が皇室の権威を掠めていた時代ならば、敢然蹴って武装蜂起しこれを斃すに怯むべきはあらざれど、王政復古し今や正位に御一人を戴く世にあって、兵を挙ぐるは、朝敵賊徒の謗りを逃る事を避けられまい」と。「然らばどうされるのか」と訊く問いに板垣は、自由民権の旗印で言論をもって藩閥と戦う決意を語った。すなわち立憲政治の妙諦を説き、民選議員の性質を論じ、国会開設の急務を主張し、言論の力で藩閥を倒さなければいかぬ」という堂々たる理論であった。頭山先生は大いに感じ入り、ともに民権運動をやろうという事で、その演説会を県下各所で開き、大いに自由民権の必要性を論じられたのである。(『頭山満伝』)